# Білокуров Олександр Сергійович
Олекса́ндр Сергі́йович Білоку́ров (4 червня 1985 — 26 січня 2015) — сержант Збройних Сил України, учасник російсько-української війни. Один із «кіборгів».

## Короткий життєпис
Виріс у сім'ї військовика. Закінчив Луганський державний університет внутрішніх справ, служив у правоохоронних органах. 27 вересня 2013 року пішов на контрактну службу до ЗСУ в аеромобільні війська.
Захищав Батьківщину ще від початку подій у Криму. Командир відділення інженерно-саперного взводу, 95-та бригада. 26 січня 2015 року автомобіль, яким їхав Олександр, підірвався на міні поблизу с. Спартак Ясинуватського району Донецької області. Разом зі своїми товаришами він загинув миттєво. Тоді ж зазнав поранень старший лейтенант Костянтин Султанбагомаєв та старший солдат Микола Вознюк. У бою за шахту також загинули вояки В'ячеслав Гага, Михайло Рачок, Денис Синюк, Анатолій Стратович.
Без Олександра залишилися батьки, сестра та наречена. Похований у місті Чернігів 30 січня 2015-го, кладовище «Яцево». Того дня в місті оголошено жалобу.

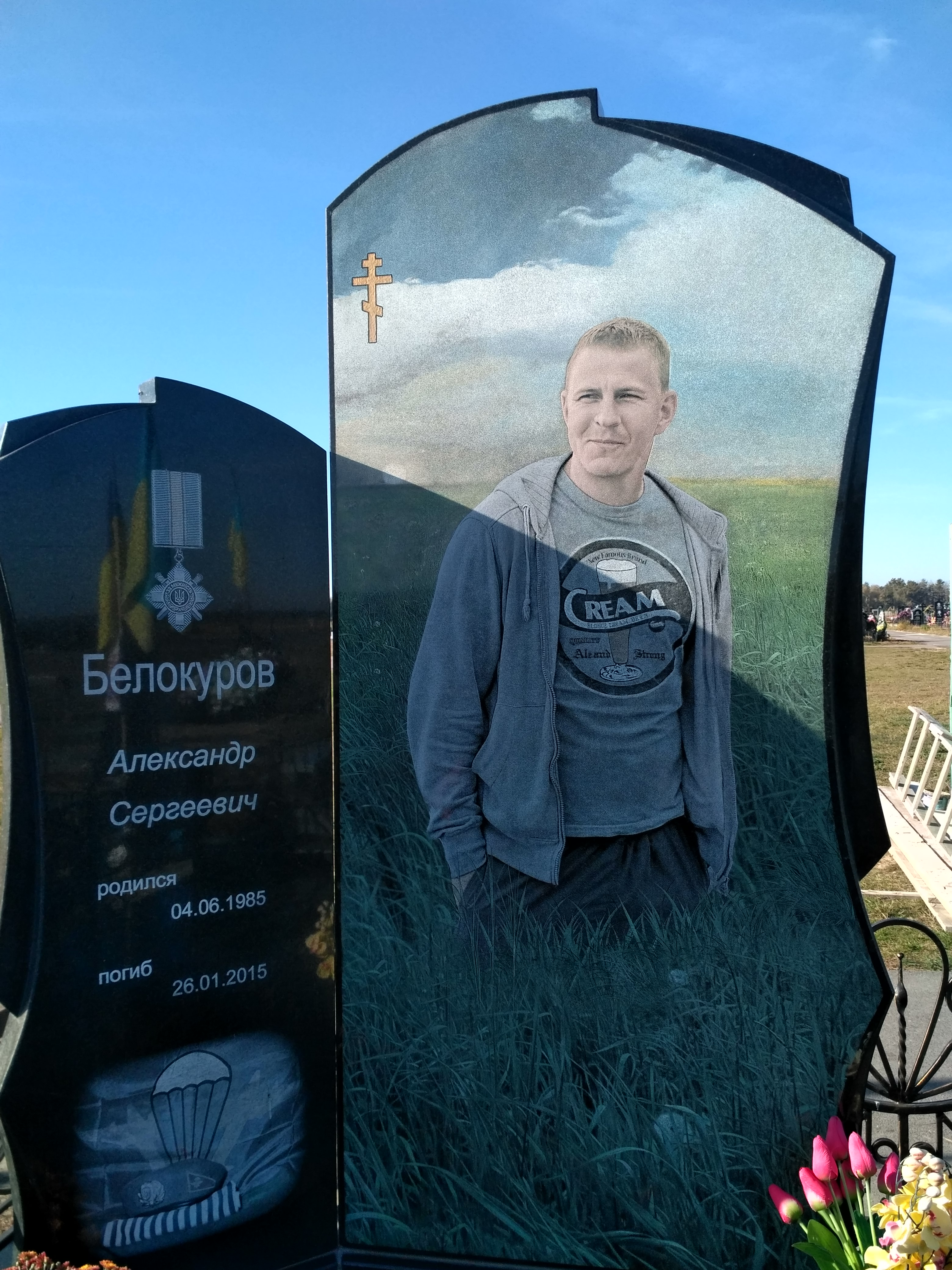
Могила Олександра Білокурова. Кладовище Яцево. Жовтень 2018

## Нагороди та вшанування
- Наказом Міністра оборони України № 639 від 23 жовтня 2014 року нагороджений нагрудним знаком «За зразкову службу».
- Указом Президента України № 282/2015 від 23 травня 2015 року, «за особисту мужність і високий професіоналізм, виявлені у захисті державного суверенітету та територіальної цілісності України, вірність військовій присязі», нагороджений орденом «За мужність» III ступеня (посмертно)[1].
- Нагороджений нагрудним знаком «За оборону Донецького аеропорту» (посмертно).
- Вшановується в меморіальному комплексі «Зала пам'яті», в щоденному ранковому церемоніалі 26 січня[2][3].